# Simulium subornatoides
Simulium subornatoides är en tvåvingeart som beskrevs av Rubtsov 1947. Simulium subornatoides ingår i släktet Simulium och familjen knott. Inga underarter finns listade i Catalogue of Life.